# 대우 라노스
한국지엠 라노스(Daewoo Lanos)는 대우자동차가 1996년 11월부터 2002년 4월까지 생산한 소형 승용차이다. 차명인 라노스는 라틴어로 '즐거운'이라는 의미의 'Latus'와 '우리'라는 의미의 'Nos'의 합성어로, '우리를 즐겁게 해주는 자동차'라는 의미를 갖는다. 

## 1세대(T100/T150)

### 라노스
이탈리아 디자인의 유명한 디자이너 조르제토 쥬지아로의 손을 거쳐 디자인이 된 라노스는 대우자동차에서 1986년에 미국의 제너럴 모터스사와 합작으로 양산한 르망 이후 10년 만에 독자적으로 개발하여 출시한 소형차이다. 
그러나 1996년 11월 16일에 르망과 씨에로의 통합 후속 차종으로 출시된 라노스는 당시 대한민국 소형차 최초로 듀얼 에어백과 CDP 등이 적용되어 기아 리오나 현대 엑센트에 대항하기 위해 상품성과 경쟁력을 크게 높였다.
초기에는 4도어 세단만이 출시되었으나, 1997년에는 3도어 해치백인 라노스 로미오와 5도어 해치백인 라노스 줄리엣이 출시되었다. 같은 해에 1,300cc SOHC 엔진이 추가되었다. 
그러나 1996년에 출시 당시에, 경쟁 차종인 현대 엑센트와 기아 아벨라의 아성을 무너뜨리기 위해, 질주 본능을 자극하는 마스코트인 흑표범이 TV 광고에 등장하였다.
이후에 축구 선수 안정환이 광고 모델로도 활약했었으며, 개그맨 김진수, 탤런트 최지우와 한고은 등이 광고 모델로 거쳐가기도 했다. 
1999년에는 빨간색 가죽 시트와 도어 트림 등을 적용하고, 프론트 범퍼와 리어 램프의 디자인이 변경된 라노스 줄리엣과 로미오의 스포츠 모델을 내놓았다. 2000년 4월에 라노스 Ⅱ로 페이스 리프트되었다.

### 라노스(4도어)

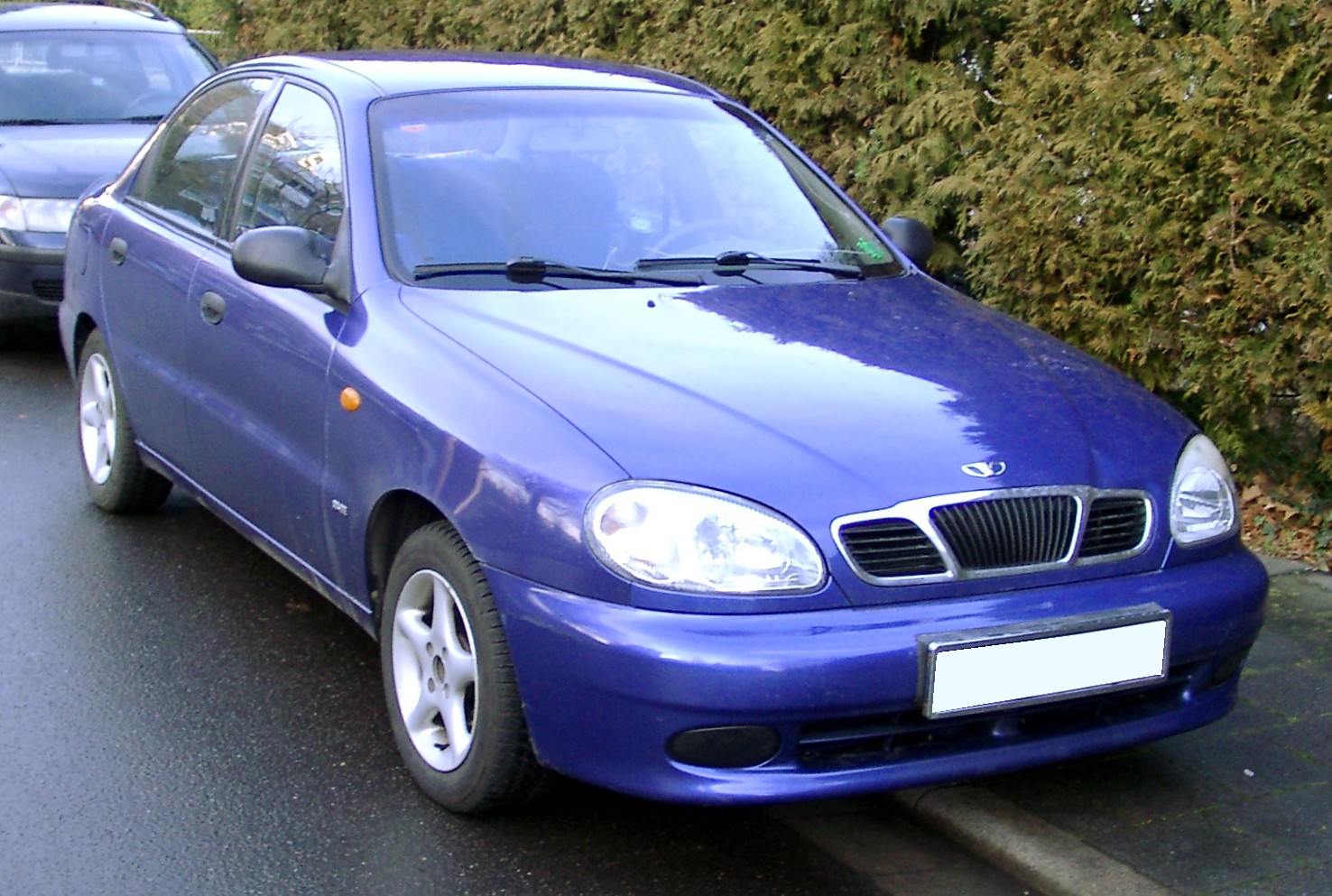
대우 라노스(4도어) 정측면

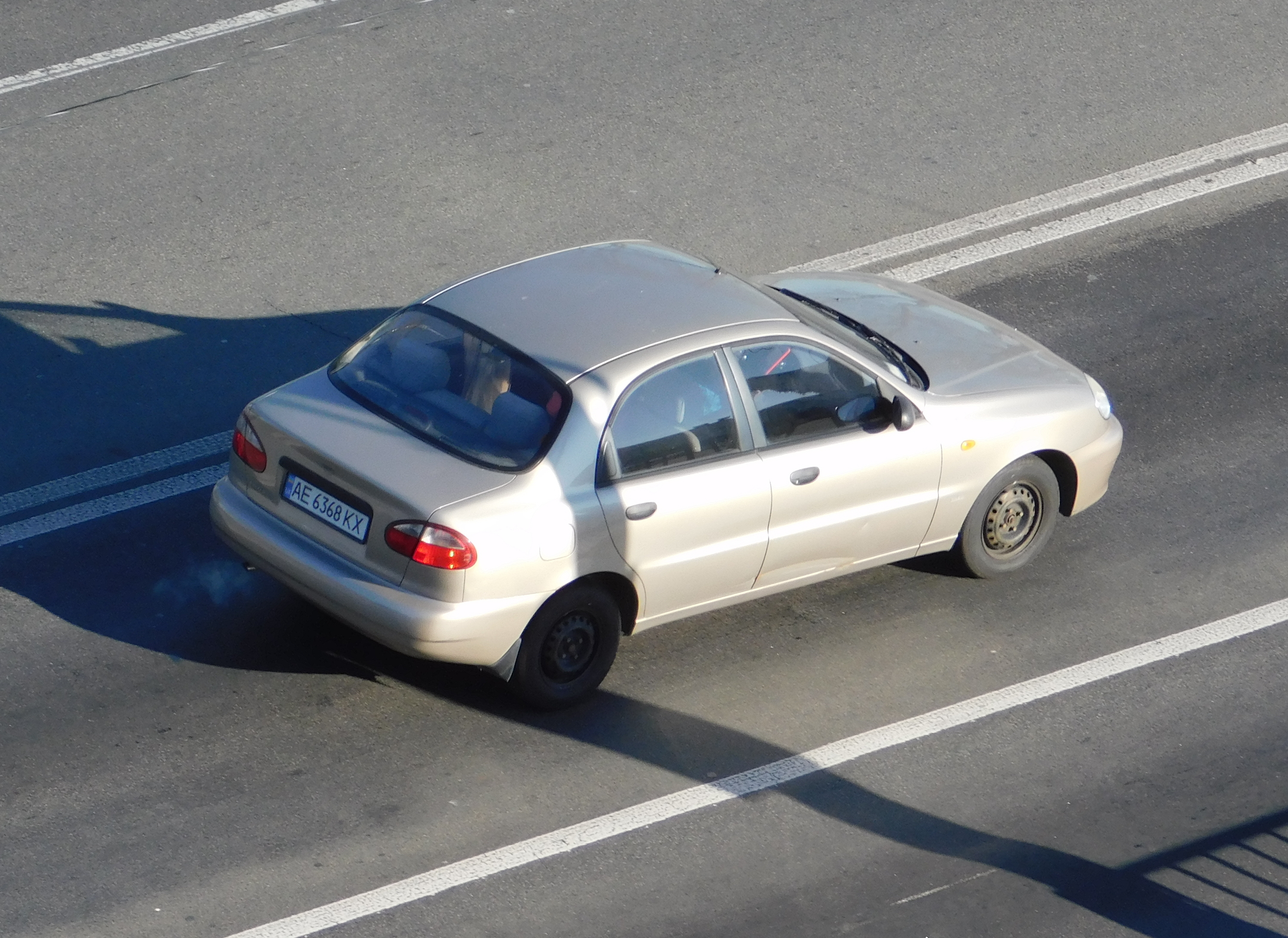
대우 라노스(4도어) 후측면

- 전장(mm) : 4,240
- 전폭(mm) : 1,680
- 전고(mm) : 1,430
- 축거(mm) : 2,520
- 윤거(전, mm) : 1,405
- 윤거(후, mm) : 1,425
- 승차정원 : 5명
- 변속기 : 수동 5단/자동 4단
- 구동형식 : 전륜 구동

| 구분               | 1.3 SOHC               | 1.5 SOHC                              | 1.5 DOHC               |
| ------------------ | ---------------------- | ------------------------------------- | ---------------------- |
| 엔진 형식          | A13SMS                 | A15SMS                                | A15DMS                 |
| 연료               | 가솔린                 | 가솔린                                | 가솔린                 |
| 배기량(cc)         | 1,349                  | 1,498                                 | 1,498                  |
| 최고출력(ps/rpm)   | 84/6,000               | 96/5,800 (이후 94/5,600으로 변경)     | 110/6,200              |
| 최대토크(kg*m/rpm) | 12.1/3,400             | 14.0/3,000 (이후 13.4/3,400으로 변경) | 14.3/4,200             |
| 연비(km/l)         | 16.5(수동)/ 13.7(자동) | 15.5(수동)/ 13.7(자동)                | 15.5(수동)/ 13.6(자동) |

### 라노스 로미오(3도어)

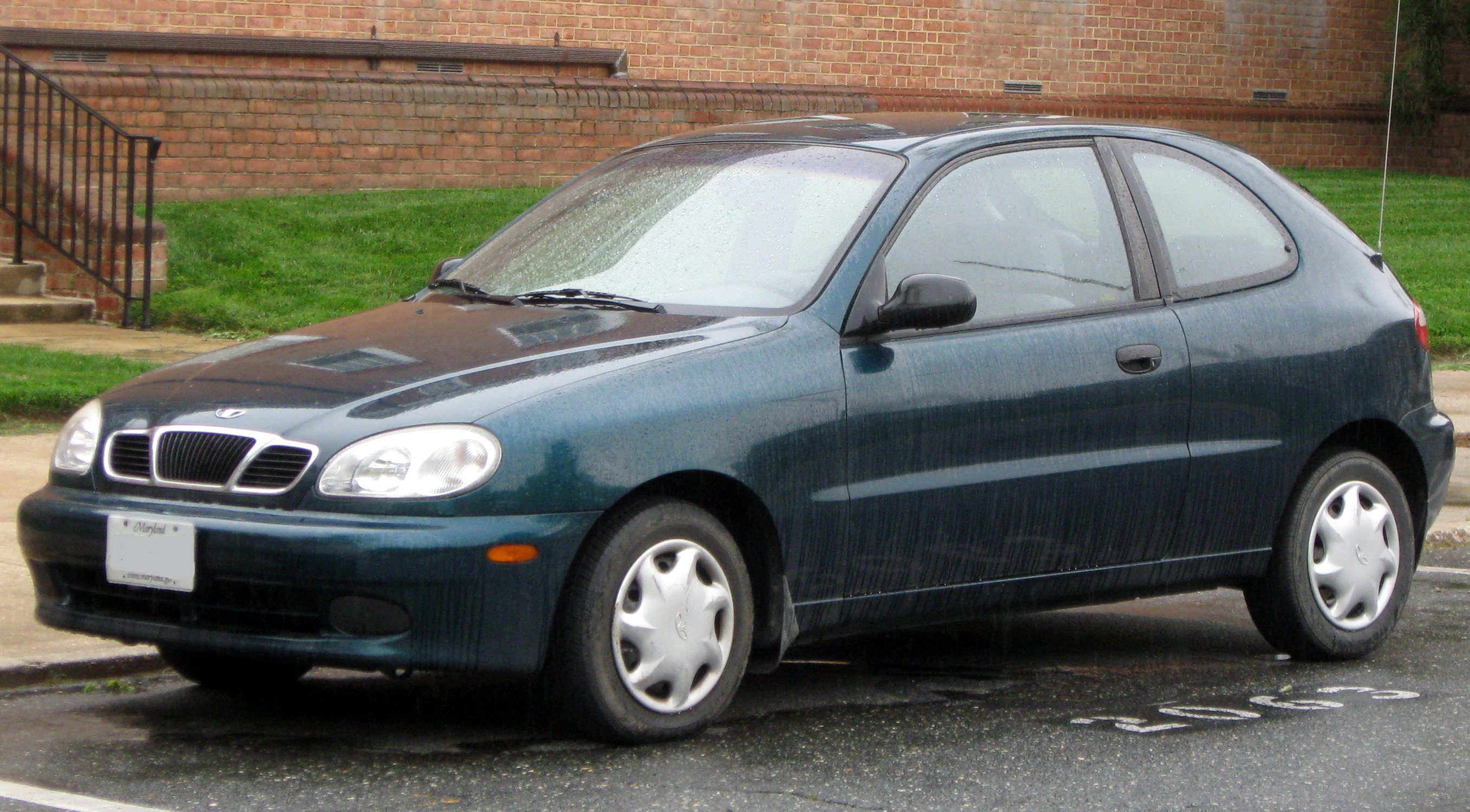
대우 라노스 로미오(3도어) 정측면

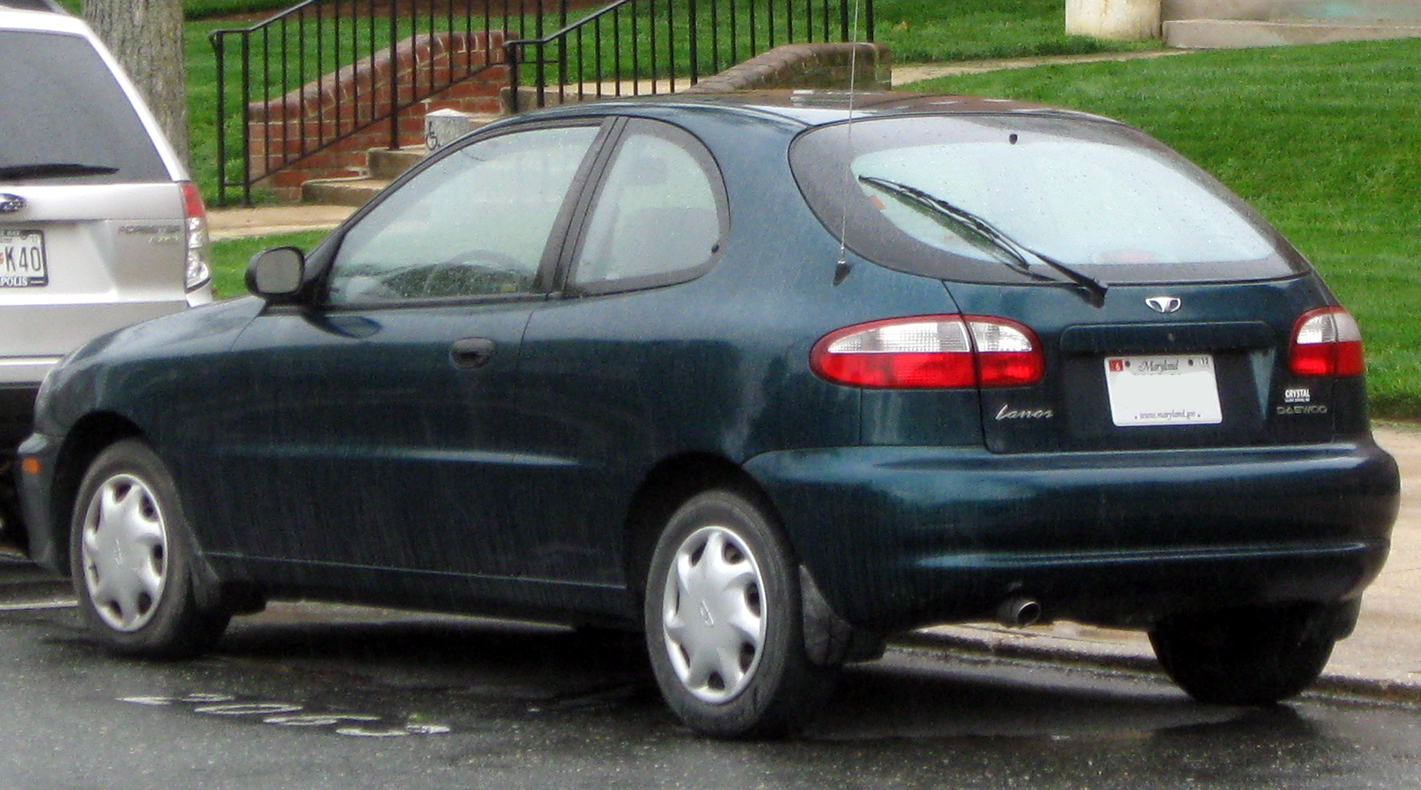
대우 라노스 로미오(3도어) 후측면

- 전장(mm) : 3,654
- 전폭(mm) : 1,680
- 전고(mm) : 1,430
- 축거(mm) : 2,520
- 윤거(전, mm) : 1,405
- 윤거(후, mm) : 1,425
- 승차정원 : 5명
- 변속기 : 수동 5단/자동 4단
- 구동형식 : 전륜 구동

| 구분               | 1.5 DOHC               | 1.6 DOHC   |
| ------------------ | ---------------------- | ---------- |
| 엔진 형식          | A15DMS                 | A16DMS     |
| 연료               | 가솔린                 | 가솔린     |
| 배기량(cc)         | 1,498                  | 1,598      |
| 최고출력(ps/rpm)   | 110/6,200              | 113/5,600  |
| 최대토크(kg*m/rpm) | 14.3/4,200             | 16.3/3,400 |
| 연비(km/l)         | 15.5(수동)/ 13.6(자동) | 14.5(수동) |

### 라노스 줄리엣(5도어)

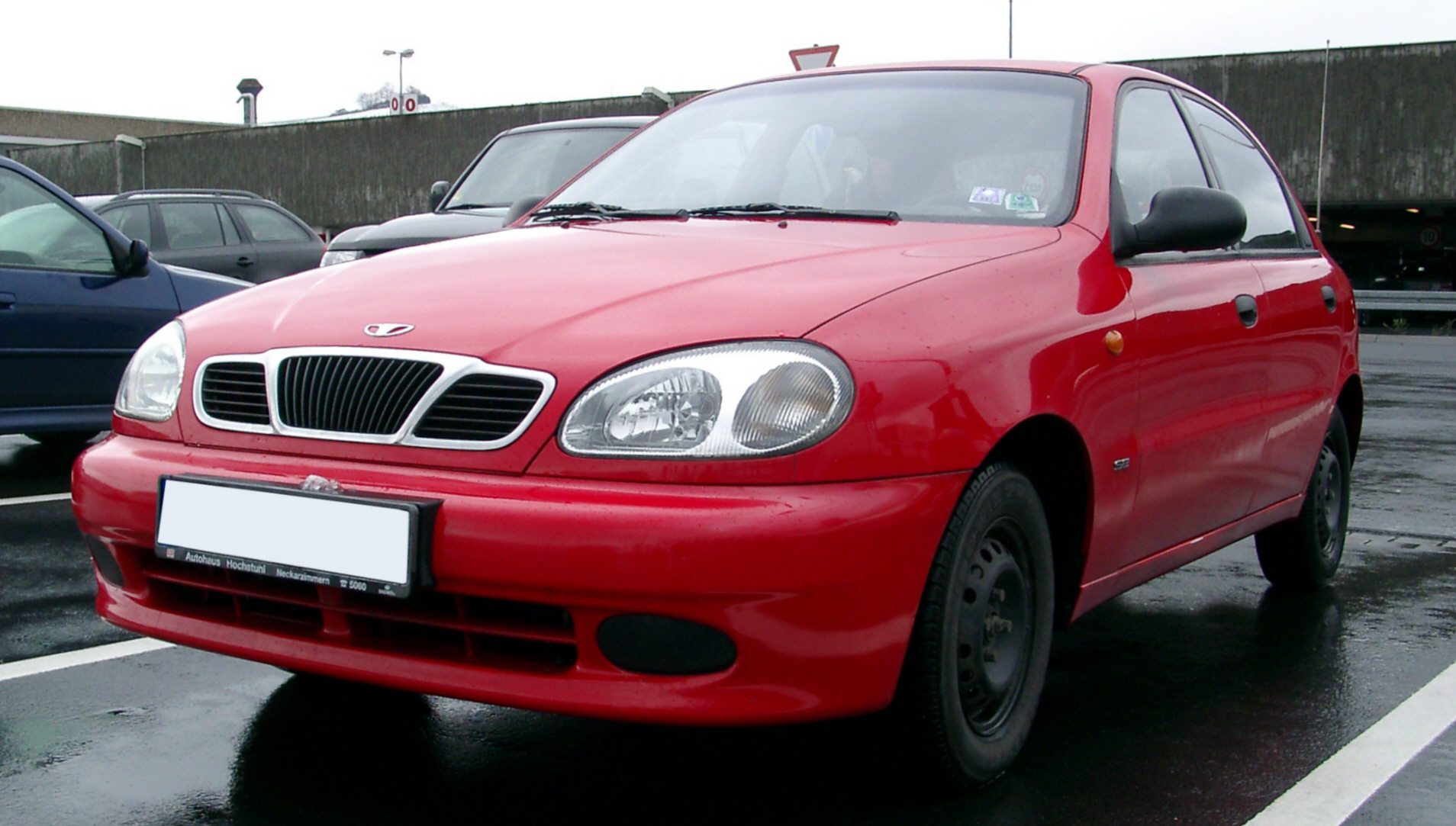
대우 라노스 줄리엣(5도어) 정측면

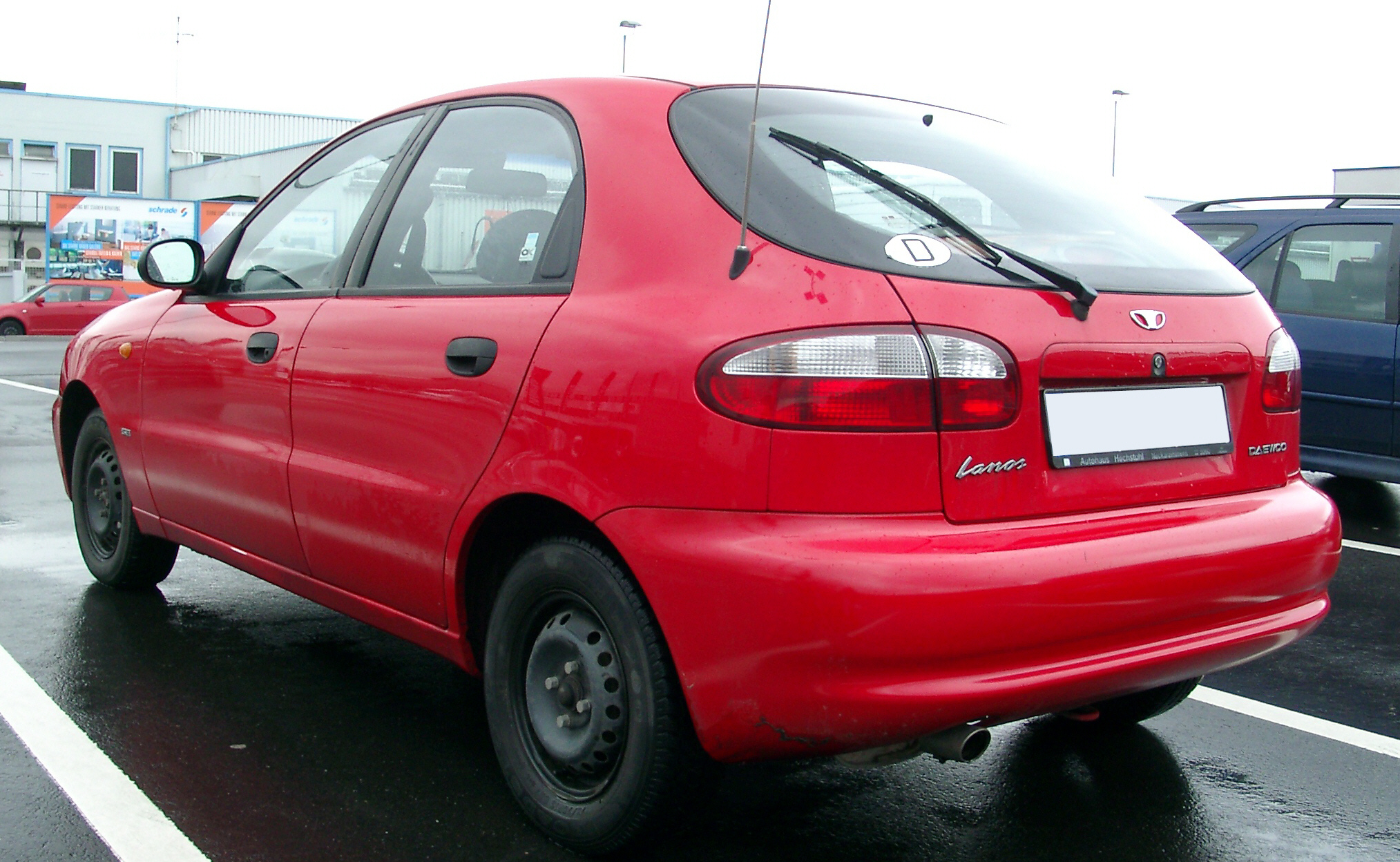
대우 라노스 줄리엣(5도어) 후측면

- 전장(mm) : 4,075
- 전폭(mm) : 1,680
- 전고(mm) : 1,430
- 축거(mm) : 2,520
- 윤거(전, mm) : 1,405
- 윤거(후, mm) : 1,425
- 승차정원 : 5명
- 변속기 : 수동 5단/자동 4단
- 구동형식 : 전륜 구동

| 구분               | 1.3 SOHC               | 1.5 SOHC                              |
| ------------------ | ---------------------- | ------------------------------------- |
| 엔진 형식          | A13SMS                 | A15SMS                                |
| 연료               | 가솔린                 | 가솔린                                |
| 배기량(cc)         | 1,349                  | 1,498                                 |
| 최고출력(ps/rpm)   | 84/6,000               | 96/5,800 (이후 94/5,600으로 변경)     |
| 최대토크(kg*m/rpm) | 12.1/3,400             | 14.0/3,000 (이후 13.4/3,400으로 변경) |
| 연비(km/l)         | 16.5(수동)/ 13.7(자동) | 15.5(수동)/ 13.7(자동)                |

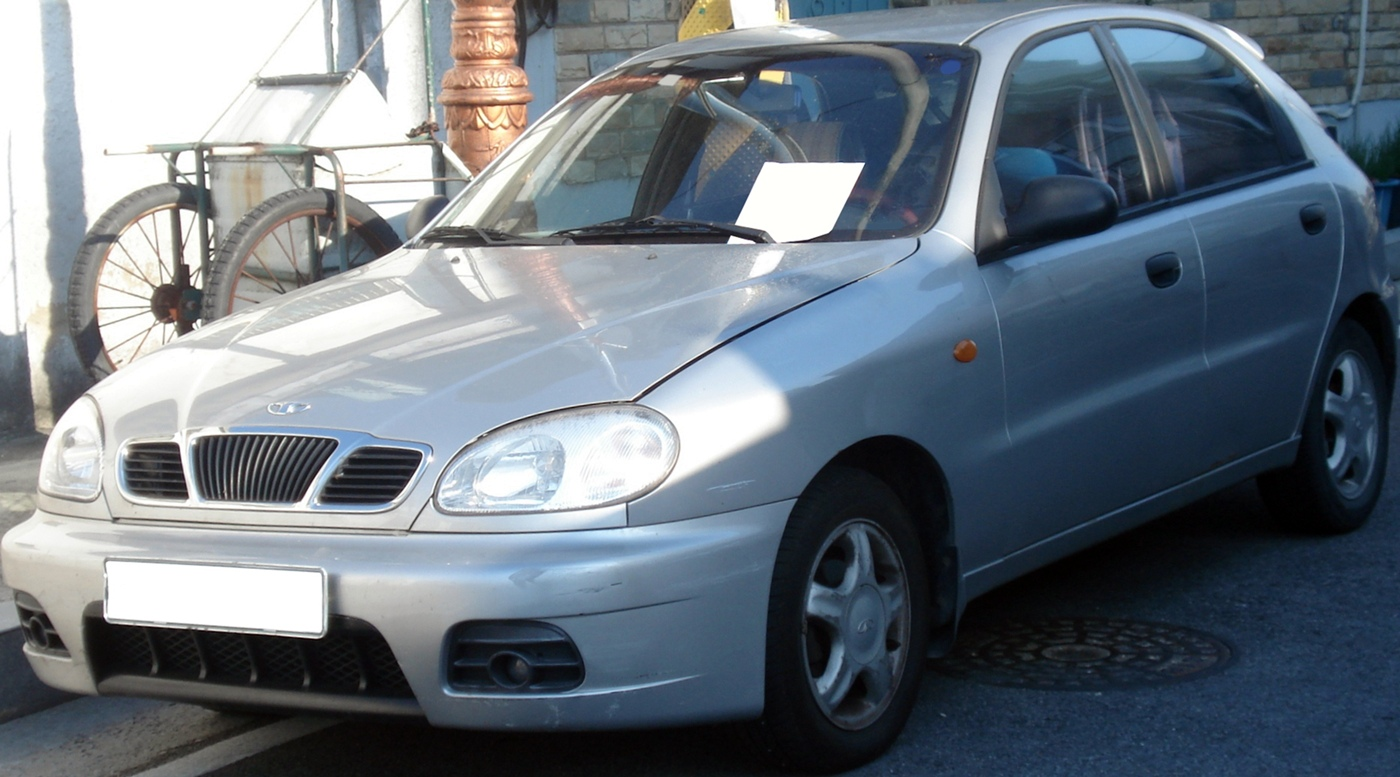
대우 라노스 줄리엣(스포트) 정측면
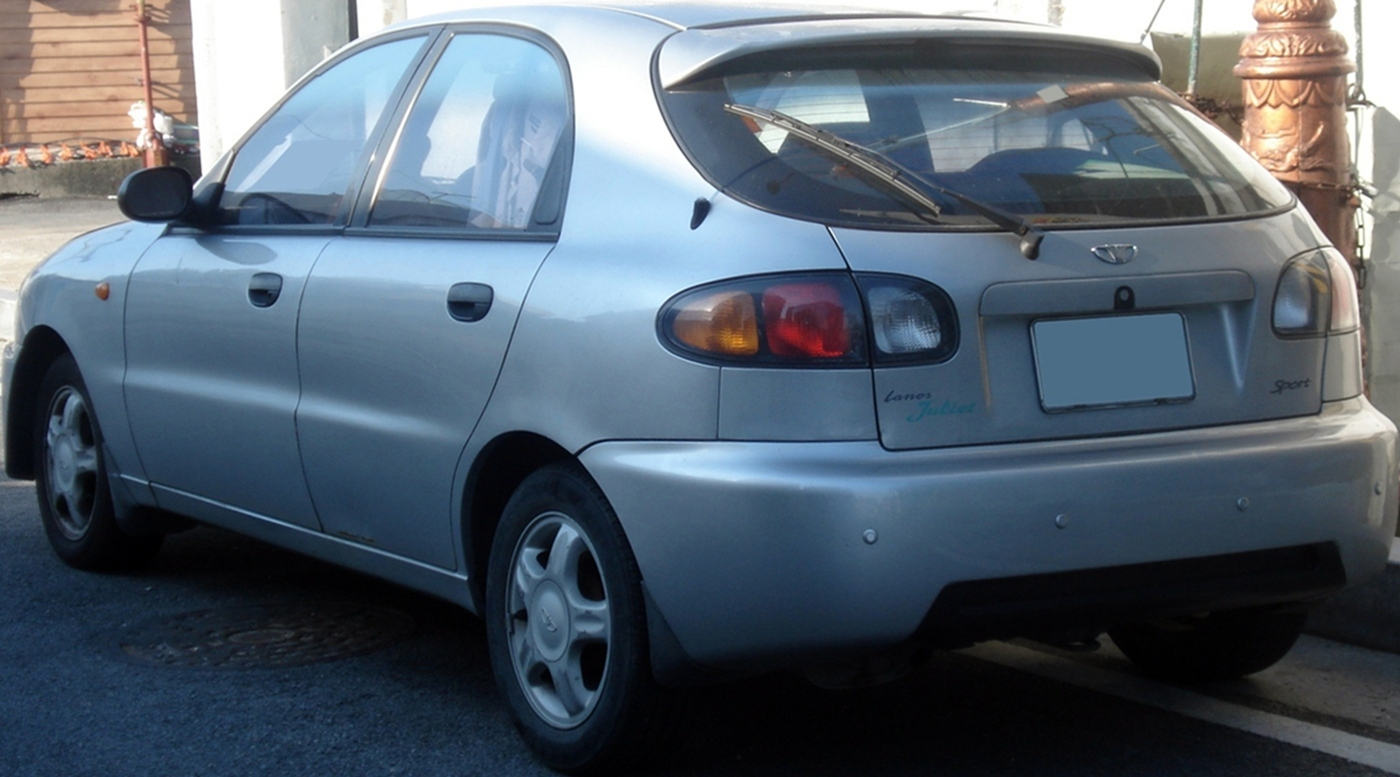
대우 라노스 줄리엣(스포트) 후측면

### 라노스 Ⅱ
현대와 기아가 1999년에 각각 엑센트의 후속 차종인 베르나, 아벨라와 프라이드의 후속 차종인 리오를 선보여 소형차 시장의 주도권을 확보하자, 2000년 4월 17일에 라노스의 페이스 리프트 차종인 라노스 Ⅱ가 출시되었다. 
출시 당시에 영화 배우 정우성이 광고 모델로 등장한 TV 광고가 깜짝 화제를 불러일으키기도 했다. 
페이스 리프트는 4도어 세단만 적용되었다. 프론트 뷰는 1999년에 출시된 라노스 로미오 스포츠와 라노스 줄리엣 스포츠에 적용된 범퍼와 블랙 베젤 헤드 램프 정도만 적용되었으나, 리어 뷰는 가로로 배치된 리어 램프가 세로로 배치되는 등 큰 폭으로 변경되었고, 내장재도 개선되었다. 
라노스 Ⅱ의 출시와 더불어서 라노스 로미오와 라노스 줄리엣은 스포츠 모델의 디자인이 전 모델에 기본으로 되어 라인업에서 스포츠라는 트림이 단종되었으며 2002년 4월에 후속 차종인 칼로스가 출시되어 단종되었다.

### 라노스 Ⅱ(4도어)

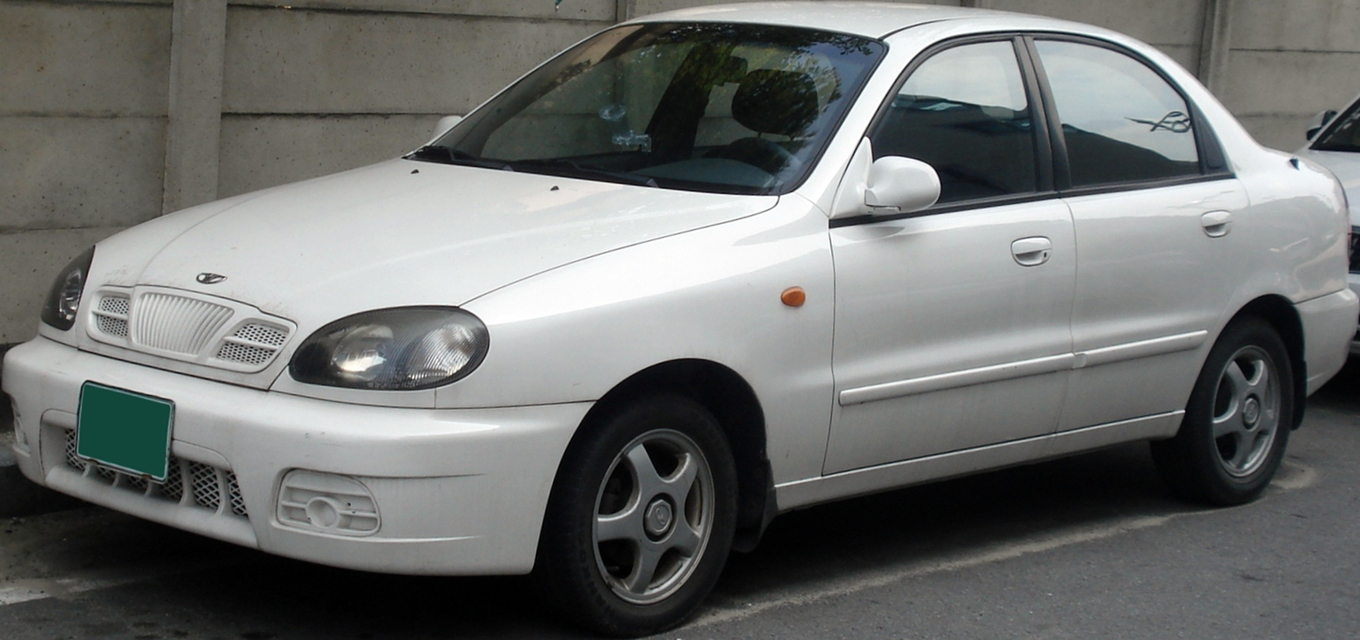
대우 라노스 Ⅱ(4도어) 정측면

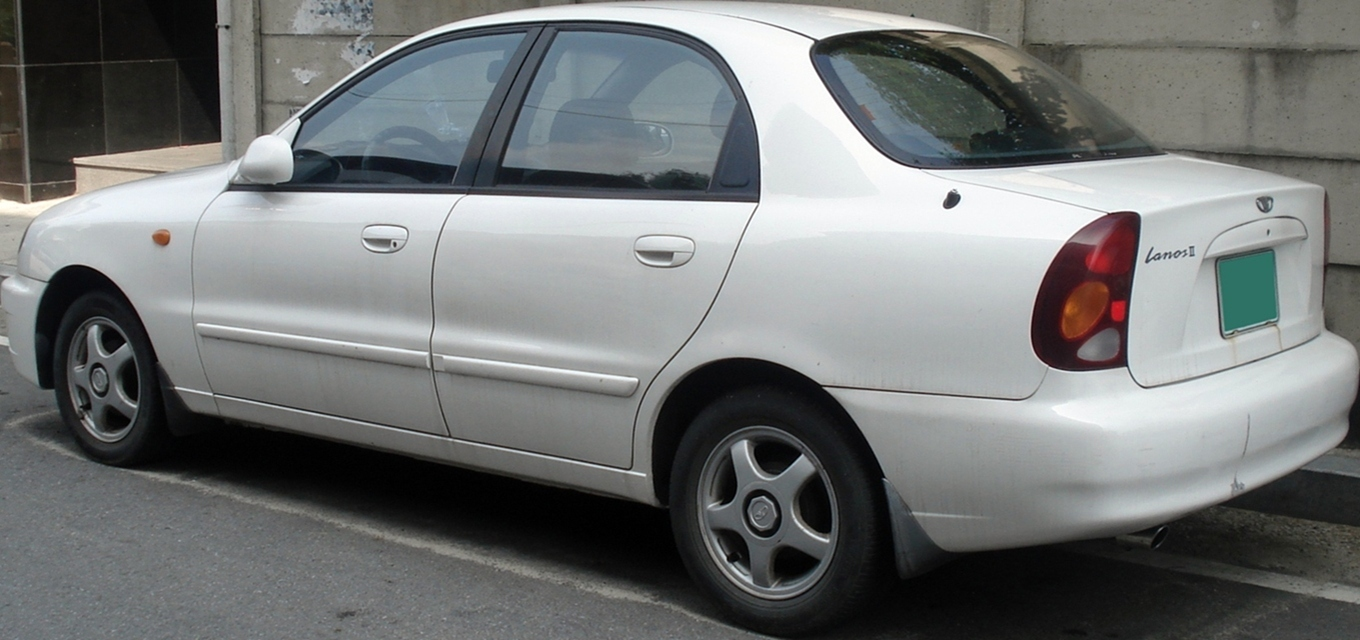
대우 라노스 Ⅱ(4도어) 후측면

- 전장(mm) : 4,240
- 전폭(mm) : 1,680
- 전고(mm) : 1,430
- 축거(mm) : 2,520
- 윤거(전, mm) : 1,405
- 윤거(후, mm) : 1,425
- 승차정원 : 5명
- 변속기 : 수동 5단/자동 4단
- 구동형식 : 전륜 구동

| 구분               | 1.3 SOHC                              | 1.5 SOHC                              | 1.5 DOHC                          |
| ------------------ | ------------------------------------- | ------------------------------------- | --------------------------------- |
| 엔진 형식          | A13SMS                                | A15SMS                                | A15DMS                            |
| 연료               | 가솔린                                | 가솔린                                | 가솔린                            |
| 배기량(cc)         | 1,349                                 | 1,498                                 | 1,498                             |
| 최고출력(ps/rpm)   | 84/6,000 (이후 82/6,000로 변경)       | 94/5,600 (이후 88/5,600로 변경)       | 110/6,000 (이후 101/6,000로 변경) |
| 최고속도(km/h)     | -                                     | -                                     | 185(수동 5단)/ 180(자동 4단)      |
| 최대토크(kg*m/rpm) | 12.1/3,400 (이후 11.6/3,400으로 변경) | 13.4/3,400 (이후 13.6/3,200으로 변경) | 13.4/3,400                        |
| 연비(km/l)         | 16.5(수동 5단)/ 13.7(자동 4단)        | 15.5(수동 5단)/ 13.7(자동 4단)        | 15.5(수동 5단)/ 13.6(자동 4단)    |

### 라노스 Ⅱ 로미오(3도어)

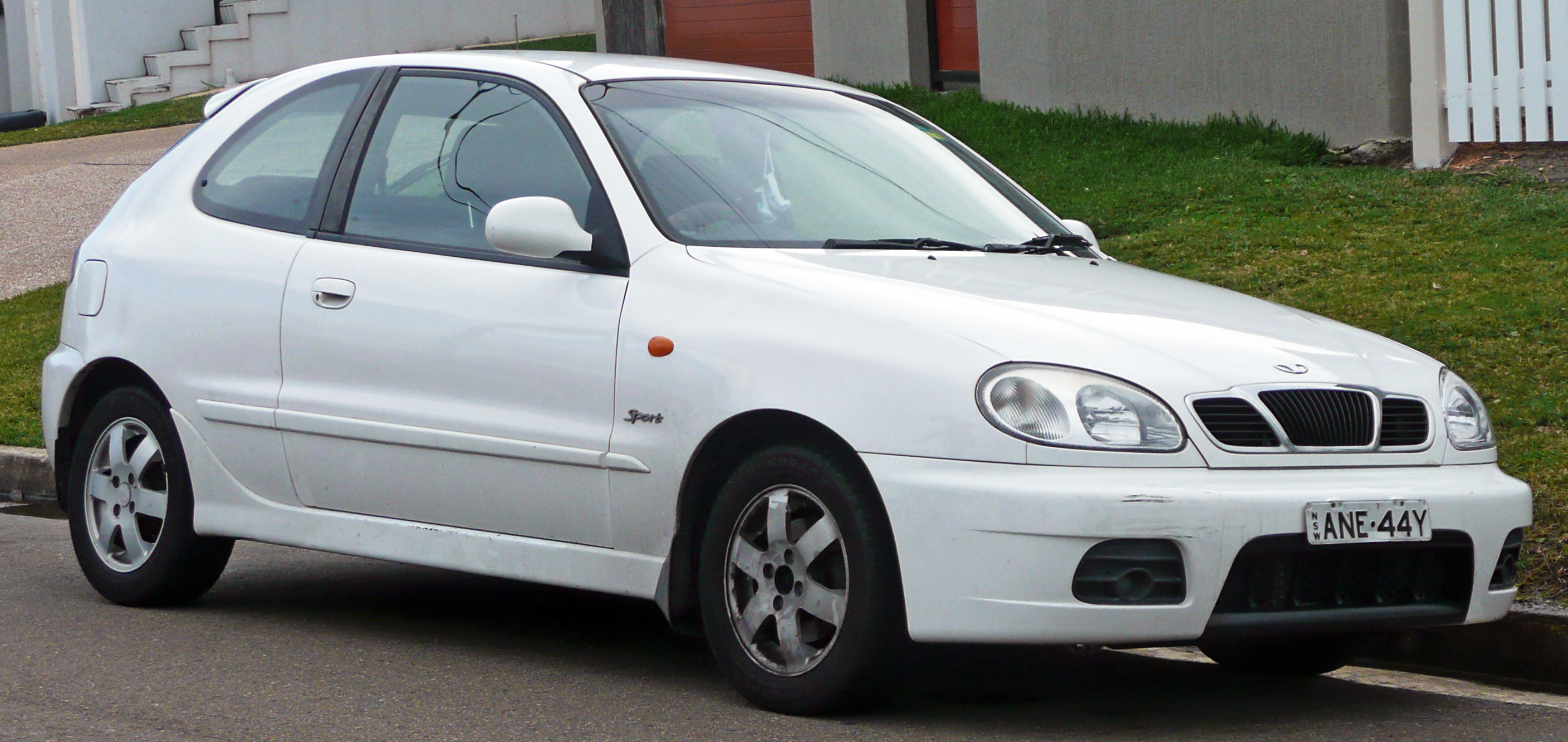
대우 라노스 Ⅱ 로미오(3도어) 정측면

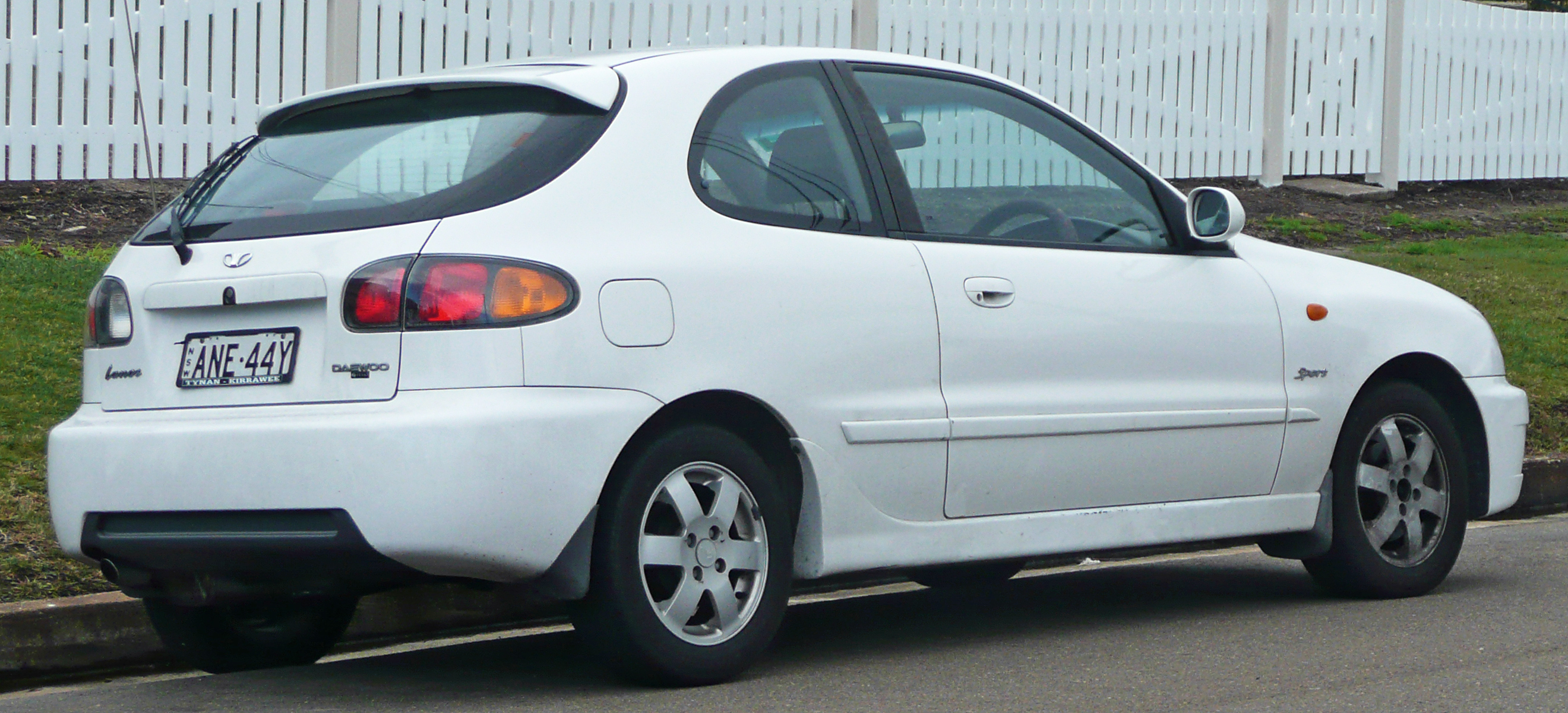
대우 라노스 Ⅱ 로미오(3도어) 후측면

- 전장(mm) : 4,075
- 전폭(mm) : 1,680
- 전고(mm) : 1,430
- 축거(mm) : 2,520
- 윤거(전, mm) : 1,405
- 윤거(후, mm) : 1,425
- 승차정원 : 5명
- 변속기 : 수동 5단/자동 4단
- 구동형식 : 전륜 구동

| 구분               | 1.5 DOHC               |
| ------------------ | ---------------------- |
| 엔진 형식          | A15DMS                 |
| 연료               | 가솔린                 |
| 배기량(cc)         | 1,498                  |
| 최고출력(ps/rpm)   | 101/6,000              |
| 최대토크(kg*m/rpm) | 13.4/3,400             |
| 연비(km/l)         | 15.5(수동)/ 13.6(자동) |

### 라노스 Ⅱ 줄리엣(5도어)
- 전장(mm) : 4,075
- 전폭(mm) : 1,680
- 전고(mm) : 1,430
- 축거(mm) : 2,520
- 윤거(전, mm) : 1,405
- 윤거(후, mm) : 1,425
- 승차정원 : 5명
- 변속기 : 수동 5단/자동 4단
- 구동형식 : 전륜 구동

| 구분               | 1.3 SOHC                              | 1.5 SOHC                              |
| ------------------ | ------------------------------------- | ------------------------------------- |
| 엔진 형식          | A13SMS                                | A15SMS                                |
| 연료               | 가솔린                                | 가솔린                                |
| 배기량(cc)         | 1,349                                 | 1,498                                 |
| 최고출력(ps/rpm)   | 84/6,000 (이후 82/6,000로 변경)       | 94/5,600 (이후 88/5,600로 변경)       |
| 최대토크(kg*m/rpm) | 12.1/3,400 (이후 11.6/3,400으로 변경) | 13.4/3,400 (이후 13.6/3,200으로 변경) |
| 연비(km/l)         | 16.5(수동)/ 13.7(자동)                | 15.5(수동)/ 13.7(자동)                |

## 라인업
라노스
※라노스(4도어)
- 1.3 SOHC 기본형
- 1.5 SOHC 고급형
- 1.5 SOHC 프리미엄
- 1.5 DOHC 프리미엄

※라노스 로미오(3도어)
- 1.5 DOHC 프리미엄
- 1.5 DOHC 프리미엄 스포츠(1999년 출시)
- 1.5 DOHC 레이싱카
- 1.6 DOHC 레이싱카

※라노스 줄리엣(5도어)
- 1.3 SOHC 기본형
- 1.3 SOHC 스포츠(1999년 출시)
- 1.5 SOHC 고급형
- 1.5 SOHC 스포츠(1999년 출시)
- 1.5 SOHC 프리미엄
- 1.5 SOHC 프리미엄 스포츠(1999년 출시)

라노스 Ⅱ
※라노스 Ⅱ(4도어)
- 1.3 SOHC
- 1.5 SOHC 고급형
- 1.5 SOHC 프리미엄
- 1.5 DOHC 프리미엄

※라노스 Ⅱ 로미오(3도어)
- 1.5 DOHC 프리미엄

※라노스 Ⅱ 줄리엣(5도어)
- 1.3 SOHC
- 1.5 SOHC 고급형
- 1.5 SOHC 프리미엄